# Вікаріат
Вікаріат (вікаріатство, вікарна єпархія) — реальна або умовна церковно-адміністративна одиниця у низці християнських церков, що очолюється вікарієм (титулярним єпископом, єпископом-помічником, хор-єпископом).
Наприклад Православна церква України має у своєму складі румунський вікаріат.

## Православ'я
У Православній церкві вікаріат є церковно-адміністративною територіальною одиницею, що входить до складу єпархії й очолюється вікарієм - єпископом, що не є правлячим архієреєм, а знаходяться в юрисдикції останнього. 
Залежно від місцевих традицій у православних церквах існують різні види вікаріатів: 
- напів-самостійні помісні єпархії з визначеними межами в межах великих єпархій (після реформ Всеросійського помісного собору 1918 року існували в Російській православній церкві та Українському екзархаті у 1920-х);
- умовна одиниця, де вікарій носить титул міста, що знаходиться в межах єпархії, до якої відноситься вікаріат; такий вікарій (єпископ-помічник) іноді може перебувати у цьому місті, але зазвичай є помічником єпархіального архієрея із загальноєпархіальних питань;
- умовна одиниця, де вікарій носить титул, як правило на честь давньої скасованої кафедри, безвідносно до єпархії або місцевості, де він насправді служить (титулярний єпископ, титулярний вікаріат).

В українських православних церквах сьогодні використовуються лише два останні види вікаріатів. У грецьких церквах на позначення вікаріїв зазвичай використовується стародавній термін хор-єпископ.